# Charencey (Côte-d’Or)
Charencey ist eine französische Gemeinde mit 37 Einwohnern (Stand 1. Januar 2022) im Département Côte-d’Or in der Region Bourgogne-Franche-Comté. Sie gehört zum Kanton Montbard und zum gleichnamigen Arrondissement.
Nachbargemeinden sind Verrey-sous-Salmaise im Norden, Turcey im Osten, Champrenault im Süden und Villy-en-Auxois im Westen. 

## Bevölkerungsentwicklung
| Jahr                       | 1962 | 1968 | 1975 | 1982 | 1990 | 1999 | 2008 | 2016 |
| -------------------------- | ---- | ---- | ---- | ---- | ---- | ---- | ---- | ---- |
| Einwohner                  | 77   | 61   | 38   | 35   | 28   | 32   | 29   | 30   |
| Quellen: Cassini und INSEE |      |      |      |      |      |      |      |      |